# Mack MC3
 Mack MC3 – australijska ciężka ciężarówka wojskowa. Wprowadzona do służby w Australian Defence Force w roku 1982.
W wersji standardowej ciężarówka jest zdolna przewozić 26 w pełni wyposażonych żołnierzy lub do 8 t ładunku. Poza wersją standardową występowały wersje specjalistyczne, m.in.:
- wariant z hydraulicznym dźwigiem umożliwiającym samodzielny załadunek oraz rozładunek.
- ciągnik artyleryjski – przystosowany do ciągnięcia haubicy M198
- betonowóz
- wywrotka
- cysterna
- wóz zabezpieczenia technicznego